# ヴェトゥイユ
ヴェトゥイユ（Vétheuil  発音を聞く）は、フランス・イル＝ド＝フランス地域圏ヴァル＝ドワーズ県のコミューン。

## 概要
セーヌ川の河畔にあり、パリから北西に約60キロメートルのところに位置する。
画家クロード・モネが1878年から1881年にかけて住んだことで知られる。

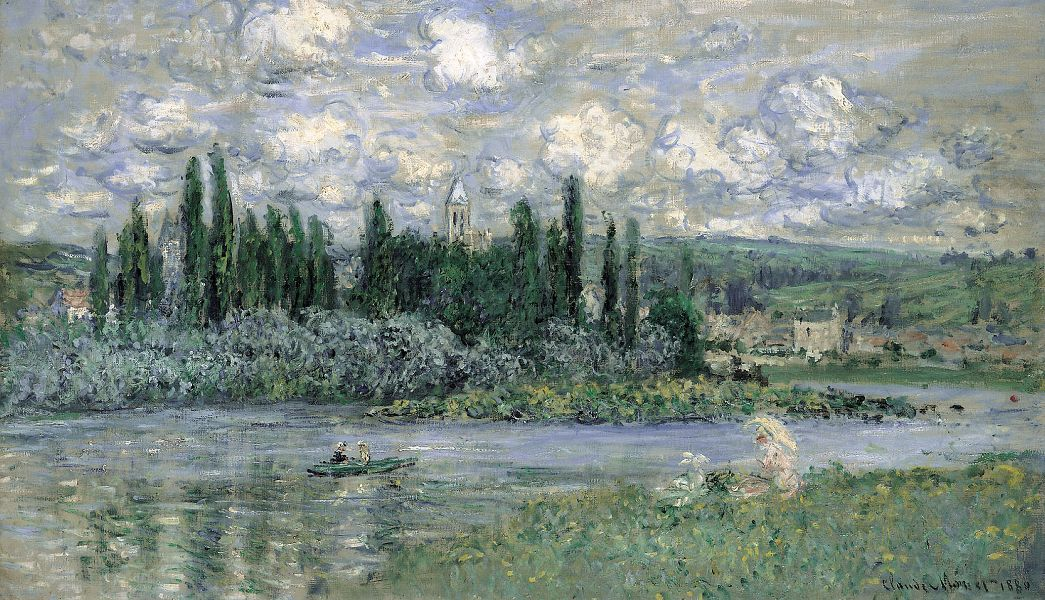
クロード・モネ『セーヌ河畔のヴェトゥイユ』1880年